# Nokere Koerse 1967
La Nokere Koerse 1967, ventiduesima edizione della corsa, si svolse il 25 aprile per un percorso con partenza ed arrivo a Nokere. Fu vinta dal belga Walter Godefroot della squadra Flandria-De Clercq davanti ai connazionali Jaak De Boever e Roger Blockx.

## Ordine d'arrivo (Top 10)
| Pos. | Corridore            | Squadra                         | Tempo    |
| ---- | -------------------- | ------------------------------- | -------- |
| 1    | Walter Godefroot     | Flandria-De Clercq              | 3h49'00" |
| 2    | Jaak De Boever       | Romeo-Smiths-Plume Sport        | a 15"    |
| 3    | Roger Blockx         | Goldor-Gerka                    | a 20"    |
| 4    | Walter Boucquet      | Mann-Grundig                    | a 35"    |
| 5    | Daniel Van Ryckeghem | Mann-Grundig                    | a 1'20"  |
| 6    | Gustaaf De Smet      | Groene Leeuw-Pull Over Centrale | s.t.     |
| 7    | Victor Van Schil     | Flandria-De Clercq              | s.t.     |
| 8    | Lode Troonbeeckx     | Goldor-Gerka                    | s.t.     |
| 9    | Jos Huysmans         | Mann-Grundig                    | s.t.     |
| 10   | Eric Demunster       | Flandria-De Clercq              | s.t.     |